# Ferdinando Simonis
Ferdinando Simonis (Parma, 28 novembre 1773 – Parma, 13 marzo 1837) è stato un violinista e compositore italiano.
Studiò con il padre Georges, cornista di origine francese dell’orchestra ducale di Parma, e con Gian Francesco Fortunati. 
Dal 1789 fu violinista della Reale Orchestra di Parma e poi maestro al cembalo al Teatro Ducale. Nel 1816 la duchessa Maria Luigia d’Austria lo nominò direttore artistico della scuola di canto corale e dell'orchestra di corte (che poi diventò il Conservatorio di Parma), carica che mantenne fino alla morte. Dal 1830 al 1836 fu maestro di cappella della chiesa di Santa Maria della Steccata di Parma. 
Compose alcune musiche per orchestra, tra le quali Concerto per pianoforte e Grand Concert (1808), una cantata per la nascita del Re di Roma (1811), cinque quadriglie (1835), due polonaise e alcune liriche con accompagnamento di chitarra.